# Харват, Йожка
Йожка Харват (чеш. Jožka Charvát; 18 марта 1884, Иванчице — 23 февраля 1945, Прага) — чешский дирижёр. Отец актрисы Юлии Харватовой.
В 1901—1903 гг. учился в органной школе в Брно у Леоша Яначека, а также у Рудольфа Рейссига (скрипка). В 1906—1918 гг. (c некоторыми перерывами) работал в Пардубице, руководил сперва хором, а с 1909 г. и оркестром Восточночешского театра; в промежутках работал в Брно, в том числе в 1912—1913 гг. как первый капельмейстер городской оперы. Затем дирижировал в различных оперных театрах Праги, в 1919—1922 гг. руководил оперным театром в Ческе-Будеёвице.
В 1926 г. стал первым руководителем Симфонического оркестра Пражского радио, 2 октября провёл его первый концерт, состоявший из симфонии ми бемоль мажор Зденека Фибиха, произведений Бетховена, Дворжака и Сметаны.
С 1928 г. дирижёр Национального театра.
Пробовал себя и как композитор, в 1913 г. в городе Хрудим дирижировал премьерой собственной оперы «Флорентийская трагедия» (по одноимённому произведению Оскара Уайлда). Снялся в роли дирижёра в фильме Отакара Вавры «Турбина» (1941).